# Famille Warburg
La famille Warburg est une dynastie juive de financiers et de banquiers d'origine italienne et allemande.
Les Warburg sont considérés, avec quelques autres familles (Weirtheimer, Cahen d'Anvers, Goldsmith, Rothschild, etc) comme faisant partie des grandes juives du capitalisme européen .
Vraisemblablement originaire de Venise, la famille s'installa finalement à Warburg, en Allemagne, au XVIe siècle, ville dont elle prit le nom. Elle a fondé plusieurs institutions financières de grande ampleur, à l'image de M. M. Warburg & Co., Warburg Pincus et SG Warburg & Co., rebaptisée UBS Warburg à la suite de son acquisition par UBS.
Outre le monde la finance, la famille s'est aussi illustrée par ses diverses réalisations scientifiques (botanique, pharmacologie, physique) et artistiques (musique classique, histoire de l'art) .

## Généalogie

### Origines vénitiennes
La famille Warburg est vraisemblablement originaire de Venise, où elle portait le nom de famille del Banco. Cette même famille aurait été fondée par Anselmo de Palenzuela d'Espagne. Anselmo del Banco aurait été l'un des juifs séfarades les plus riches du début du XVIe siècle. En 1513, il avait ainsi obtenu une charte du gouvernement vénitien lui permettant de prêter de l'argent avec des intérêts, une activité particulièrement encadrée du fait de la prohibition de l'usure dans le monde catholique. Del Banco partit avec sa famille après que de nouvelles restrictions furent imposées aux institutions financières vénitiennes ainsi qu'à la communauté juive de la ville, aboutissant à la création du ghetto de Venise. La famille s'installa alors à Bologne, et de là dans la ville allemande de Warburg, et adopta le nom de cette ville comme nom de famille. Le premier ancêtre connu des Warburg fut ainsi Simon von Kassel (1500-1566). Les Warburg déménagèrent ensuite à Hambourg après la guerre de Trente Ans,.

### Lignes Alsterufer et Mittelweg
La famille Warburg est traditionnellement divisée en deux lignes principales, les Alsterufer Warburgs et les Mittelweg Warburgs. Les Alsterufer Warburg descendent de Siegmund Warburg (1835–1889) et les Mittelweg Warburg descendent de son frère Moritz M. Warburg (1838–1910). Le nom de ces deux branches provient des adresses de chacun des deux frères dans le quartier de Rotherbaum à Hambourg.
Les frères Moses Marcus Warburg (1763–1830) et Gerson Warburg (1765–1826) fondèrent la banque M. M. Warburg & Co. en 1798. L'arrière-arrière-petit-fils de Moses Warburg, Siegmund George Warburg, fonde à son tour la banque d'investissement SG Warburg & Co à Londres en 1946. Le deuxième cousin de Siegmund, Eric Warburg, fonda quant à lui Warburg Pincus à New York en 1938. Le fils d'Eric Warburg, Max Warburg Jr. (à ne pas confondre avec le père d'Eric, Max Warburg) est actuellement l'un des trois associés-gérants de M.M. Warburg & Co. Le frère aîné de Max Warburg, Aby Warburg, a utilisé les fonds de la famille pour créer la Kulturwissenschaftliche Bibliothek Warburg à Hambourg, ainsi que l'Institut Warburg à Londres. Paul Warburg fut l'un des financiers à l'origine de la création de la Réserve fédérale américaine en 1913. Il fut membre du premier Federal Reserve Board et même son vice-président jusqu'à sa démission en août 1918,,,.

### Warburg américains et allemands

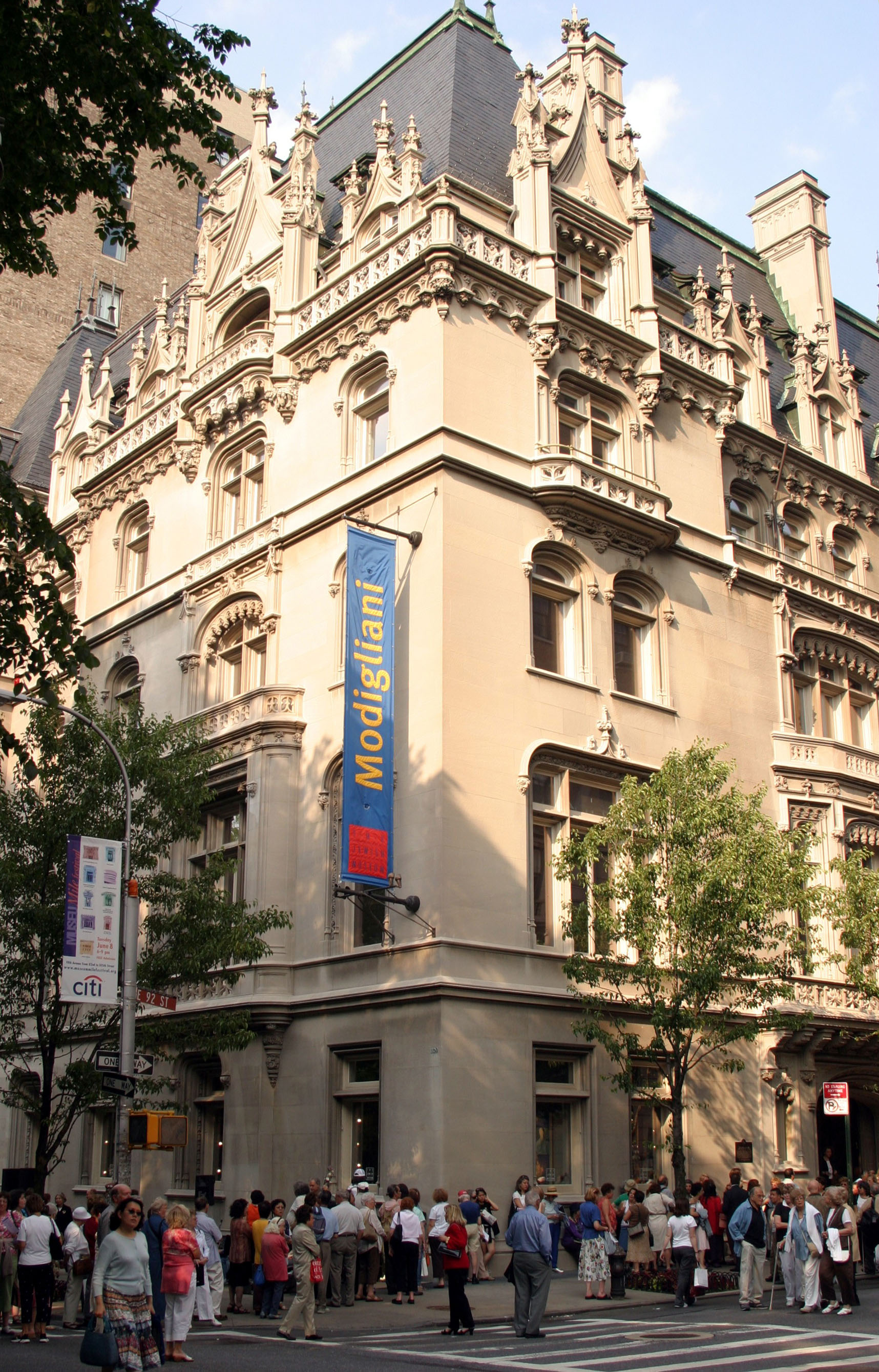
Ancien hôtel particulier de Felix Warburg à Manhattan, devenu le musée juif de New York.

Felix et Paul Warburg émigrèrent d'Allemagne aux États-Unis, où ils devinrent les deux piliers de la branche germano-américaine des Warburg. Ils travaillèrent à New York et y nouèrent des liens étroits avec la banque d'investissement Kuhn, Loeb & Co. Cette banque, basée aux États-Unis, envisageait de créer une succursale à l'étranger avec l'aide des relations internationales de la famille Warburg. Pendant son séjour à New York, Felix Warburg épousa Frieda Schiff, fille unique de Jacob H. Schiff, un banquier né à Francfort et proche des Warburg allemands. Schiff avait financé l'essentiel du réseau ferroviaire américain par le biais de Kuhn, Loeb & Co. Felix et Paul y devinrent associés, et chacun se maria dans les familles les plus éminentes de la finance new-yorkaise, en commençant par le mariage de Jacob Schiff en 1875 avec Thérèse Loeb, une fille du cofondateur Solomon Loeb, qui devint un associé à part entière de l'entreprise peu de temps après. En 1895, Paul Warburg épousa Nina Loeb, fille de Solomon Loeb, après l'avoir rencontrée au mariage de Felix.
À l'origine, c'est le fondateur de la banque, Abraham Kuhn, détenait l'essentiel de la richesse familiale et contrôlait les relations d'affaires avec son cousin éloigné nouvellement immigré, Solomon Loeb, par son mariage avec la sœur de Kuhn. 

Sceau de la Réserve fédérale des États-Unis.

Ayant des liens avec l'Amérique et l'Allemagne comme de nombreuses autres grandes dynasties financières, les Warburg entretinrent leurs racines juives. La maison de Felix Warburg à New York est devenue le Musée juif de la ville, et Kfar Warburg en Israël porte son nom. Otto Warburg, un cousin des Warburg basés en Allemagne, était un riche botaniste qui a été élu à la tête de l'Organisation sioniste mondiale en 1911. Le frère de Felix, Paul Warburg était l'un des membres d'origine du conseil d'administration de la Réserve fédérale des États-Unis, un ensemble de 12 banques régionales dirigées par un conseil des gouverneurs qui réglemente et supervise les banques commerciales privées. En tant que l'un des banquiers les plus éminents de son temps, son frère Max Warburg a assisté à la Conférence de paix de Paris de 1919 à Versailles, en tant que membre de la délégation allemande,.
Pendant la République de Weimar, Max Warburg a siégé au conseil (Generalrat) de la Reichsbank de 1924 à 1933, sous deux présidents successifs, Hjalmar Schacht (jusqu'en 1930) et Hans Luther (1930-1933) ; jusqu'en 1934, il siégea également au conseil d'administration du Bankenverband. Max Warburg émigra en 1938. Dans les années 1920 et 1930, jusqu'à la fin de la République de Weimar en 1933, Max Warburg a également siégé à plusieurs conseils de surveillance (Aufsichtsrat) dans l'industrie, notamment HAPAG, Blohm & Voss, Beiersdorf, et, jusqu'à sa démission en 1932, en tant que membre du conseil de surveillance du conglomérat allemand connu sous le nom d'IG Farben (Interessen Gemeinschaft Farben). Son frère Paul Warburg, décédé en janvier 1932 – un an avant qu'Hitler ne soit élu chancelier – a également siégé à de nombreux conseils de surveillance, y compris à celui d'une filiale américaine détenue à 100% par IG Farben.
La plupart des membres de la branche allemande des Warburg avaient fui aux États-Unis ou en Grande-Bretagne à la fin de 1938. Cependant, le frère de Max Warburg, Fritz Warburg, qui préparait son exil en Suède, fut arrêté par la Gestapo à Hambourg début novembre 1938 et passa quelques mois en prison avant de pouvoir partir pour Stockholm en mai 1939. Sa fille Eva est venue organiser l'émigration de 500 enfants juifs allemands d'Allemagne et d'Autriche vers la Suède en 1938 et 1939. Betty et Hélène Julie (Burchard) Warburg restèrent à Altona. Betty fut assassinée dans le camp d'extermination de Sobibor en 1940 et Hélène Julie à Auschwitz en 1942,,. Un portrait grandeur nature d'Hélène Julie par l'artiste norvégien Edvard Munch est aujourd'hui accroché au Kunsthaus de Zurich, sous le titre Femme à la robe blanche,. Eric Warburg, fils de Max Warburg, est retourné en Allemagne en tant qu'officier dans l'armée de l'air américaine et a joué un rôle important dans le rétablissement des relations entre l'Allemagne et la communauté juive,, ainsi que dans la reconstruction des liens économiques de l'Allemagne après la Seconde Guerre mondiale,.